# منتخب رومانيا لكرة القدم الشاطئية
منتخب رومانيا لكرة القدم الشاطئية هو ممثل رومانيا الرسمي في المنافسات الدولية في كرة قدم شاطئية
.